# الكسندر إيرفين
الكسندر إيرفين (بالإنجليزية: Alexander Irvin) هو سياسي أمريكي، ولد في 18 يناير 1800 في مقاطعة سنتر في الولايات المتحدة، وتوفي في 20 مارس 1874 في كليرفيلد في الولايات المتحدة. نشط حزبياً في الحزب الجمهوري. وقد انتخب عضو مجلس ولاية بنسيلفانيا وانتخب عضو مجلس النواب الأمريكي.